# Semakivți, Colomeea
Semakivți (în ucraineană Семаківці) este localitatea de reședință a comunei Semakivți din raionul Colomeea, regiunea Ivano-Frankivsk, Ucraina.

## Demografie
Componența lingvistică a localității Semakivți
     Ucraineană (99,9%)
     Alte limbi (0,1%)
Conform recensământului din 2001, majoritatea populației localității Semakivți era vorbitoare de ucraineană (99,9%), existând în minoritate și vorbitori de alte limbi.